# Centro Botín

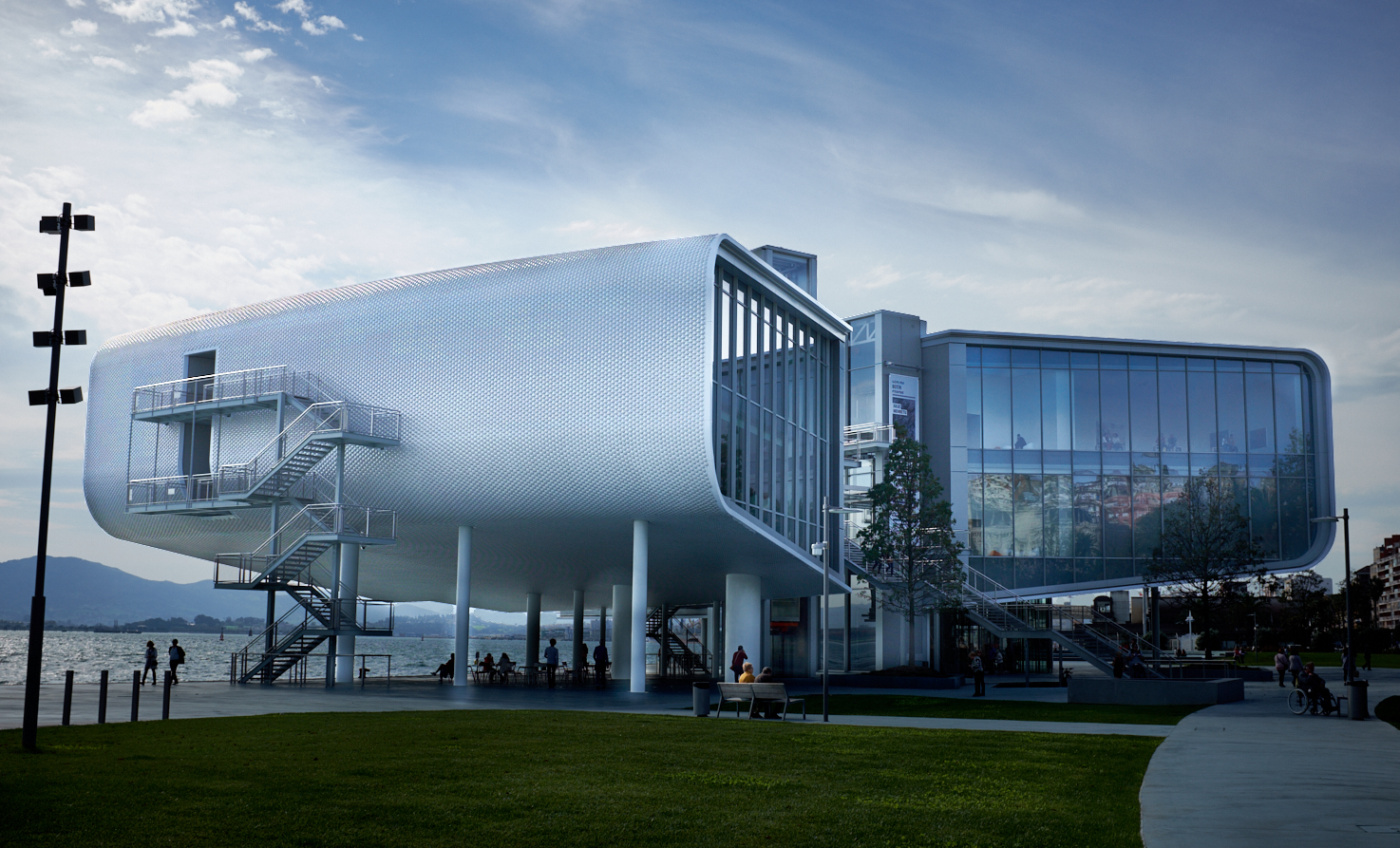
Centro Botin

Das Centro Botín ist ein Museum für Moderne Kunst und ein Kulturzentrum. Das Gebäude steht in der Hafenstadt Santander, der Hauptstadt der zu Spanien gehörenden Autonomen Gemeinschaft Kantabrien. Entworfen wurde das Gebäude von dem Architekten Renzo Piano. Ideeller und materieller Träger der Einrichtung ist die Botín-Stiftung. Die Bauarbeiten begannen 2012, die Eröffnung erfolgte am 23. Juni 2017. Die Baukosten betrugen rund 100 Mio. €.

## Botín-Stiftung
Die Familie Botín ist Gründerin der Banco Santander und hält noch heute einen Minderheitsanteil an dem börsennotierten Institut. Über mehrere Generationen sind und waren Mitglieder der Familie Botín Präsidenten der Bank. Seit 2014 ist Ana Botín Aufsichtsratsvorsitzende, die älteste Tochter des 2014 verstorbenen, langjährigen Vorstandsvorsitzenden Emilio Botín. Die Fundación Botín, deutsch Botín-Stiftung, ist eine Familienstiftung, sie wurde 1964 von Marcelino Botín gegründet. Bei den Aktivitäten der Stiftung war ursprünglich Kantabrien der regionale Schwerpunkt, heute ist sie auch in anderen Provinzen und im Ausland tätig. Es ist das Ziel der Stiftung, einen Beitrag zur gesellschaftlichen Entwicklung zu leisten, indem kreative Talente entdeckt und gefördert werden, damit kulturelle, soziale und wirtschaftliche Werte geschaffen werden. Die Stiftung organisiert Aktivitäten auf den Gebieten Kunst, Kultur, Bildung, Wissenschaft und ländlichen Entwicklung.

## Beschreibung des Gebäudes

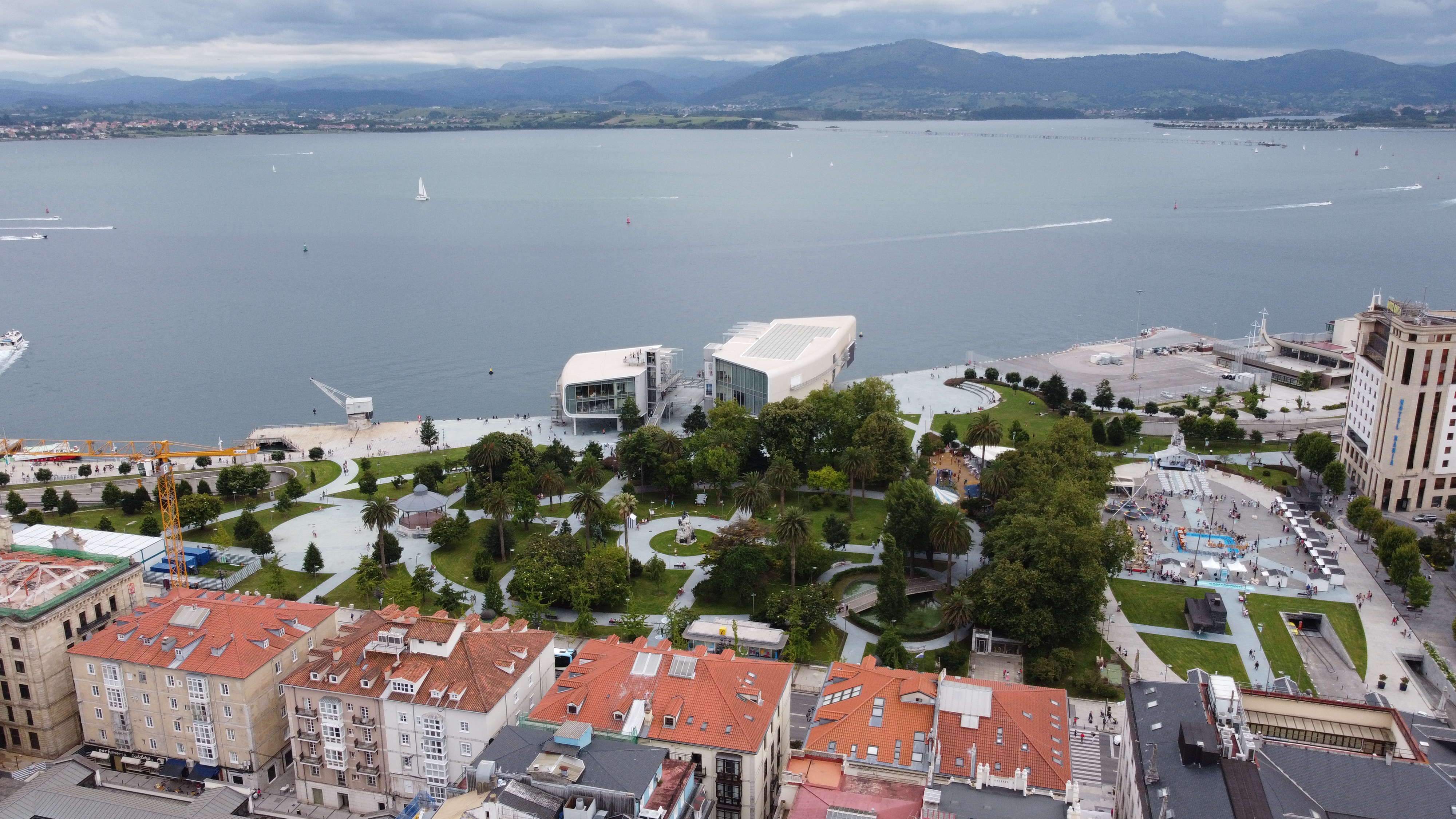
Blick auf den Park Pereda mit dem Centro Botín

Das Gebäude steht am Pier Albareda angrenzend an den Park Pereda. Zuvor haben hier die Fährschiffe unter anderem nach England abgelegt. Die mehrspurige, verkehrsreiche Uferstraße wurde an dieser Stelle in einen Tunnel verlegt. Das Centro Botín präsentiert sich so als Solitär direkt an der Kaimauer, die die Wirkung der Architektur verstärkt.
Bis auf einen gläsernen Zentralbereich ruht das Gebäude auf Säulen und vermittelt dadurch einen fast schwebenden Eindruck. Das Centro Botín besteht aus zwei Gebäudeteilen, die miteinander über offene Laufwege verbunden sind. Die Gebäudeteile haben jeweils unterschiedliche Größen und Funktionen, aber eine ähnliche Form.
Die Gesamtfläche beträgt knapp 7000 m². Der westliche Gebäudeteil beherbergt mit einer Ausstellungsfläche von 2500 m² über zwei Etagen das Kunstmuseum. Im Erdgeschoss befinden sich ein Restaurant und Geschäfte. Der kleinere östliche Teil verfügt über einen Hörsaal und Unterrichtsräume, die für kulturelle Zwecke, für Vorträge und für Seminare genutzt werden.
Die Fassade ist mit rund 280.000 hellen, halbrunden Keramikkacheln bedeckt, die das Tageslicht schillernd zurückwerfen. Jedes Gebäudeteil verfügt an den Stirnflächen zum Wasser sowie zur Landseite über große Glasflächen, die viel Licht nach innen hereinlassen und von außen die Leichtigkeit der Konstruktion betonen.

## Ausstellungen
- Der japanische Künstler Michihiro Shimabuku: Krake, Zitrus, Mensch. Konzeptkunst – Oktober 2024 bis März 2025[6]
- Die spanische Malerin Maruja Mallo: Maske und Kompass. Gemälde und Zeichnungen von 1924 bis 1982 – April bis September 2025[7]